# St. Dionysius (Dagebüll)
Die St.-Dionysius-Kirche ist eine evangelisch-lutherische Kirche auf der Kirchwarft in Dagebüll Kirche, einem Ortsteil der Gemeinde Dagebüll in Schleswig-Holstein.

## Geschichte
Auf der bis 1700 unbedeichten Hallig Dagebüll hatte es nur eine Kapelle gegeben. Diese war dem heiligen Dionysius von Paris geweiht. Aus der Zeit der Kapelle stammt die Kirchenglocke von 1584.
1727 gelang die Eindeichung des Kleiseerkoogs, womit Dagebüll landfest wurde. Im April 1731 wurde die im Verfall befindliche und der Gemeindegröße nicht mehr Rechnung tragende Kapelle abgerissen. Die neue Kirche, der heutige Bau, wurde am 16. September 1731 geweiht.
Seither wurde die Kirche mehrfach umgebaut: im Jahre 1860 und 1863 wurde in zwei Stufen das Reetdach durch ein Schieferdach ersetzt, 1892 wurde die Westmauer erneuert und 1909 wurde der hölzerne Glockenturm durch einen massiven Westturm ersetzt.
Im Jahre 1866 wurde der Kirche von Gemeindemitgliedern eine Orgel des Apenrader Orgelbauers Marcussen & Søn gestiftet.

## Ausstattung
Der Barockaltar wurde um das Jahr 1731 geschaffen. Dieses im Stil des Akanthusbarock entstandene Retabel zeigt im Hauptfeld ein Gemälde der Kreuzigung, in der Predella Szenen der Passion und im gesprengten Giebel eine Darstellung der Auferstehung. Flankiert werden diese Gemälde von gedrehten Säulen und Tugendfiguren des Glaubens und der Hoffnung sowie auf dem Giebel Palmenzweige haltende Engel.

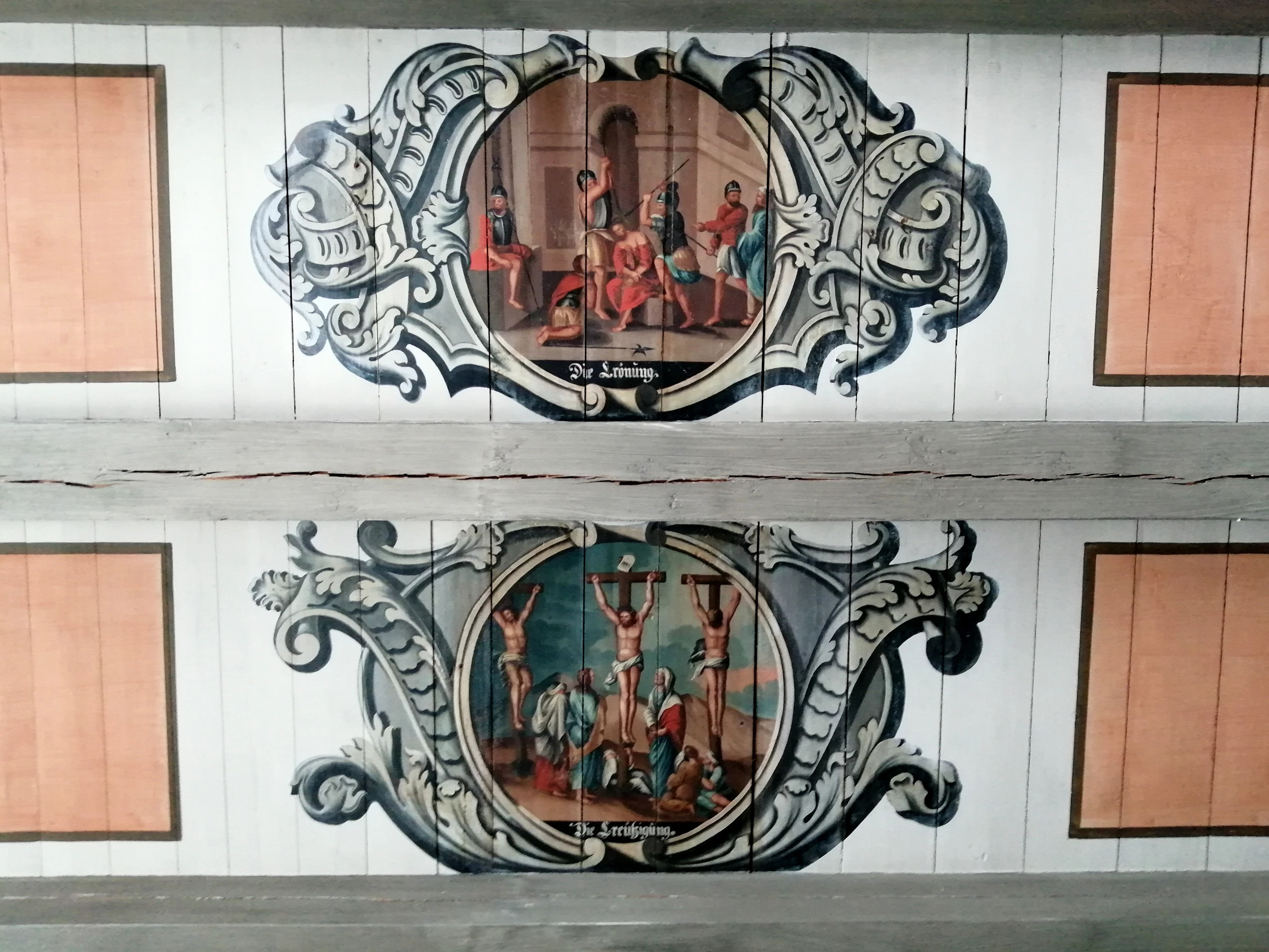
Deckenmalerei von 1750

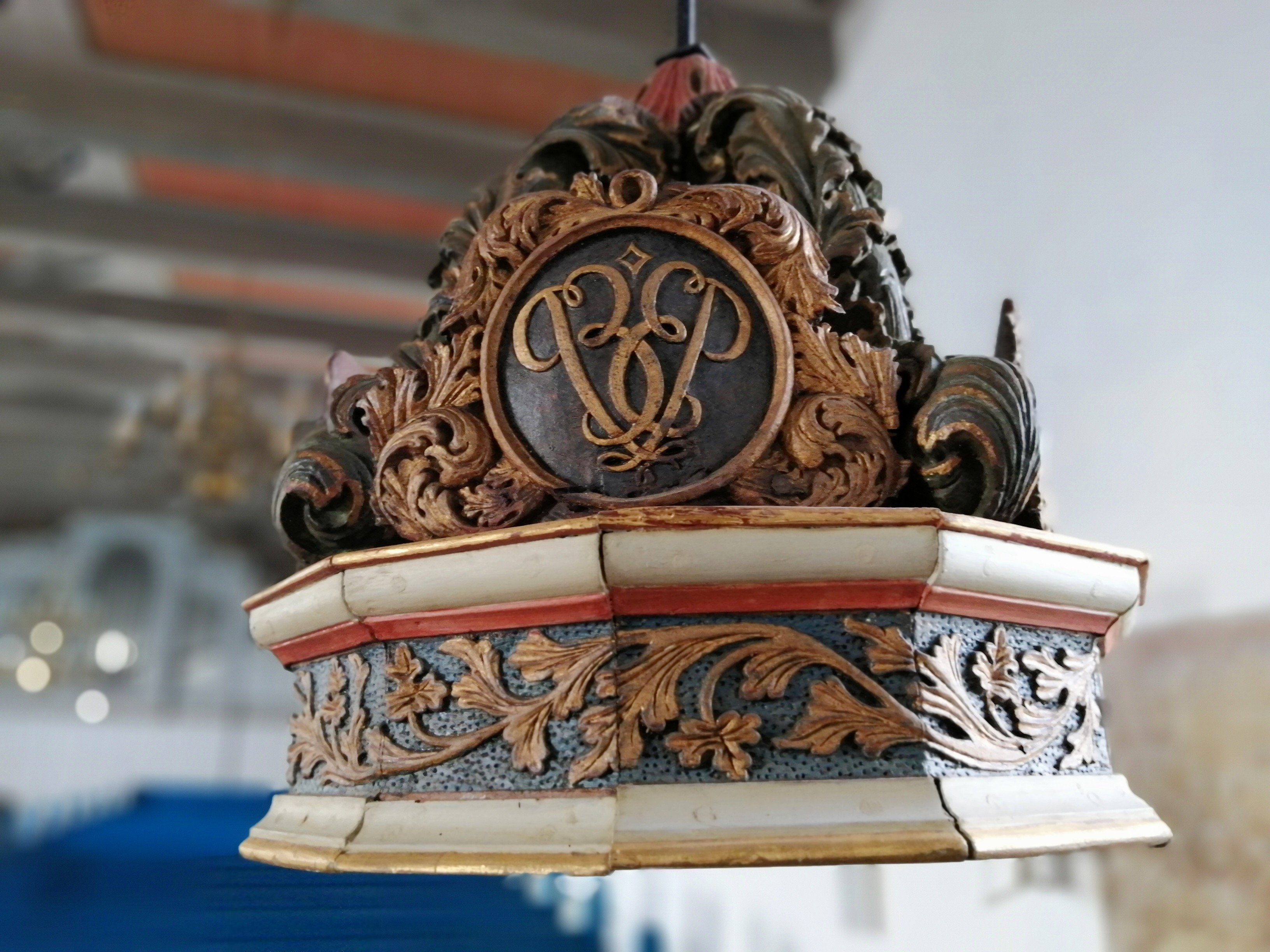
Taufdeckel um 1731

In der Längsachse der Kirche sind an der Decke zwischen den Balken Deckenmalereien eingearbeitet. Insgesamt sind es zwölf kleine Malereien in Regence-Kartuschen, die in zehn Bildern Szenen aus der Leidensgeschichte Jesu zeigen. Geschaffen hat diese Malerei P. Volquard um 1750.
Die von einem Putto getragene hölzerne Taufe stammt aus dem Jahr um 1731. Wahrscheinlich wurde sie von J. Süncksen geschaffen. Der Taufdeckel ist mit Akanthusranken verziert, die mit beschrifteten Kartuschen versehen sind. Hierin sind die Namen der Stifter und seine Frau, Pastor Andreas Ewald und seine Frau Anna Margaretha, als Spiegelmonogrammen verewigt. Der Hamburger Künstler Gerhard Hausmann schuf hierzu eine Taufschale, die einen großen Bergkristall enthält.

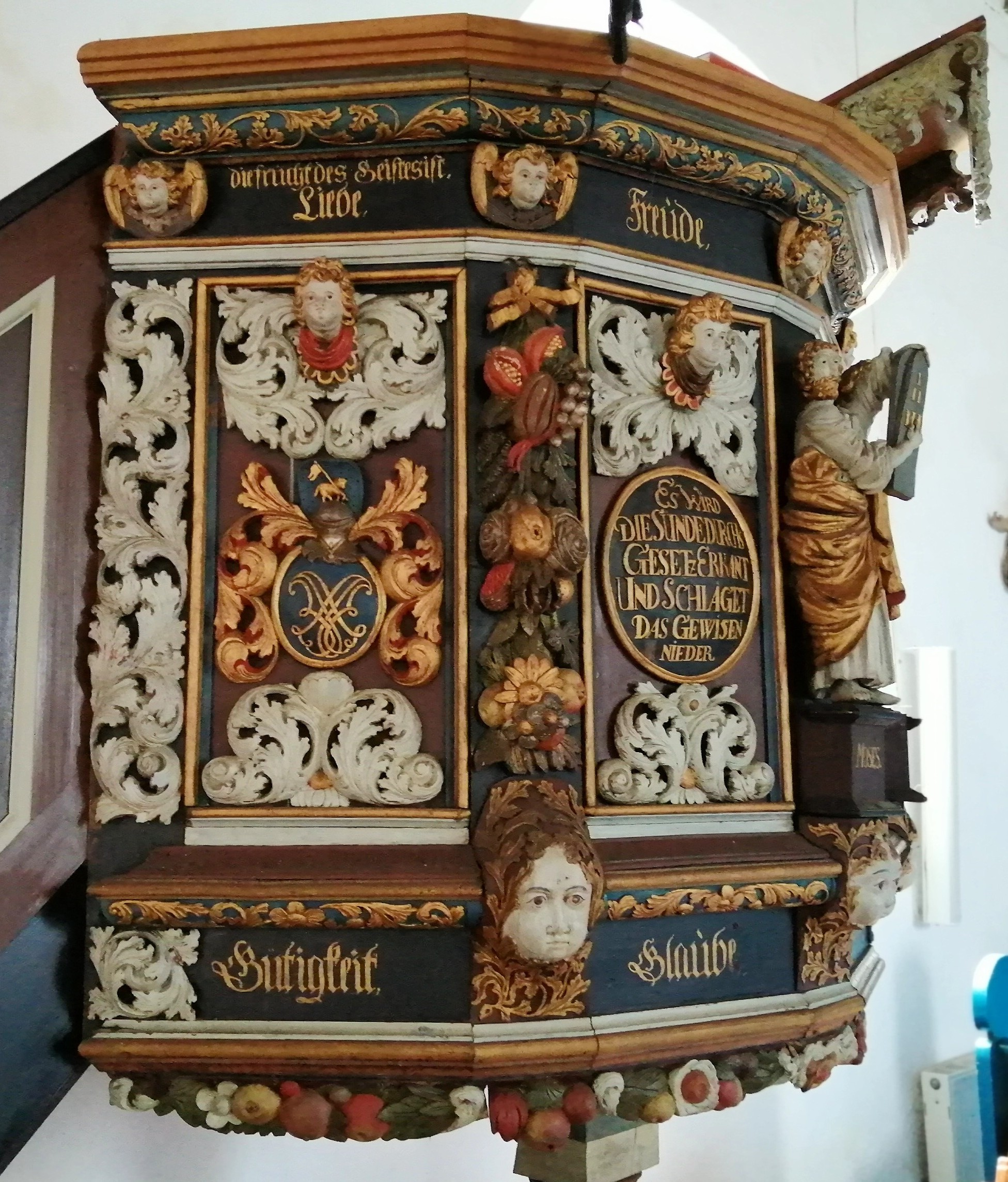
Kanzelkorb von 1731

Die Kanzel stammt ebenfalls aus dem Jahr um 1731. Auch diese wurde von J. Süncksen geschaffen. Sie ist äußerst detailreich verziert. In den Feldern befinden sich Inschriftenmedaillons, die von Akanthusranken flankiert werden. In ihnen sind als Spiegel-Monogramm der Stifter und Erbauer der Kirche, Pastor Ewald und seine Frau, erkenntlich. In den vertikalen Ecklinien sind barocke Fruchtgehänge und Freifiguren des Mose und Jesu eingearbeitet. Ein siebenseitiger Schalldeckel mit Inschrift- und Bildmedaillons wird von zwei stehenden Engeln flankiert.
Auf der Altarplatte ist aus Eiche geschnitzt ein Altarlesepult mit Beschlagwerkschnitzerei aus dem Jahr 1661 vorhanden.
Aus der Spätgotik stammt ein Altarleuchterpaar. Er besteht aus Gelbguss. Der lange Röhrenschaft wird von einem Fuß getragen, der jeweils drei sitzende Löwen als Tragfiguren besitzt.
Zum 250-jährigen Jubiläum der Kirche schuf der Künstler Gerhard Hausmann eine Fensterrosette. Sie stammt aus dem Jahr 1981 und hat ihren Platz an der Südwand des kleinen Anbaues. Thema für diese Arbeit war: Ich bin das Licht der Welt !
Neben der Kanzel hängt ein kleiner Putto an der Wand. Diese Barockfigur wurde Anfang der 1980er Jahre auf dem Kirchenboden entdeckt und restauriert.

## Pastoren und Gottesdienste
Die sonntäglichen Gottesdienste wechseln sich ab zwischen der St.-Dionysius-Kirche in Dagebüll und der St.-Laurentius-Kirche in Fahretoft. Derzeitige Pastorin ist seit April 2006 Antje Iser-Asmussen. Zu ihren Vorgängern gehören Christian Nicolaus Bruhn (von 1823 bis 1828) und René Leudesdorff (von 1979 bis 1989).